# Star Clipper
Ne doit pas être confondu avec MS Star Clipper.
Le Star Clipper est un quatre-mâts goélette (ou four-masted barkentine en anglais) à coque acier, construit en 1991. Il est le premier navire clipper de cette classe depuis 1912. Il est classé par Lloyds 100A1.

## Histoire
C'est un luxueux voilier de croisière, battant pavillon de Malte et naviguant habituellement en mer Méditerranée. D'une longueur de 115 m, il possède 85 cabines et peut accueillir 170 hôtes.
Il propose en hiver des croisières vers la péninsule malaisienne et la Thaïlande.
Le Star Flyer, son sister-ship, appartient à la même compagnie maritime, la Star Clippers qui a son siège à Monaco. Il est utilisé pour des croisières en Polynésie française.

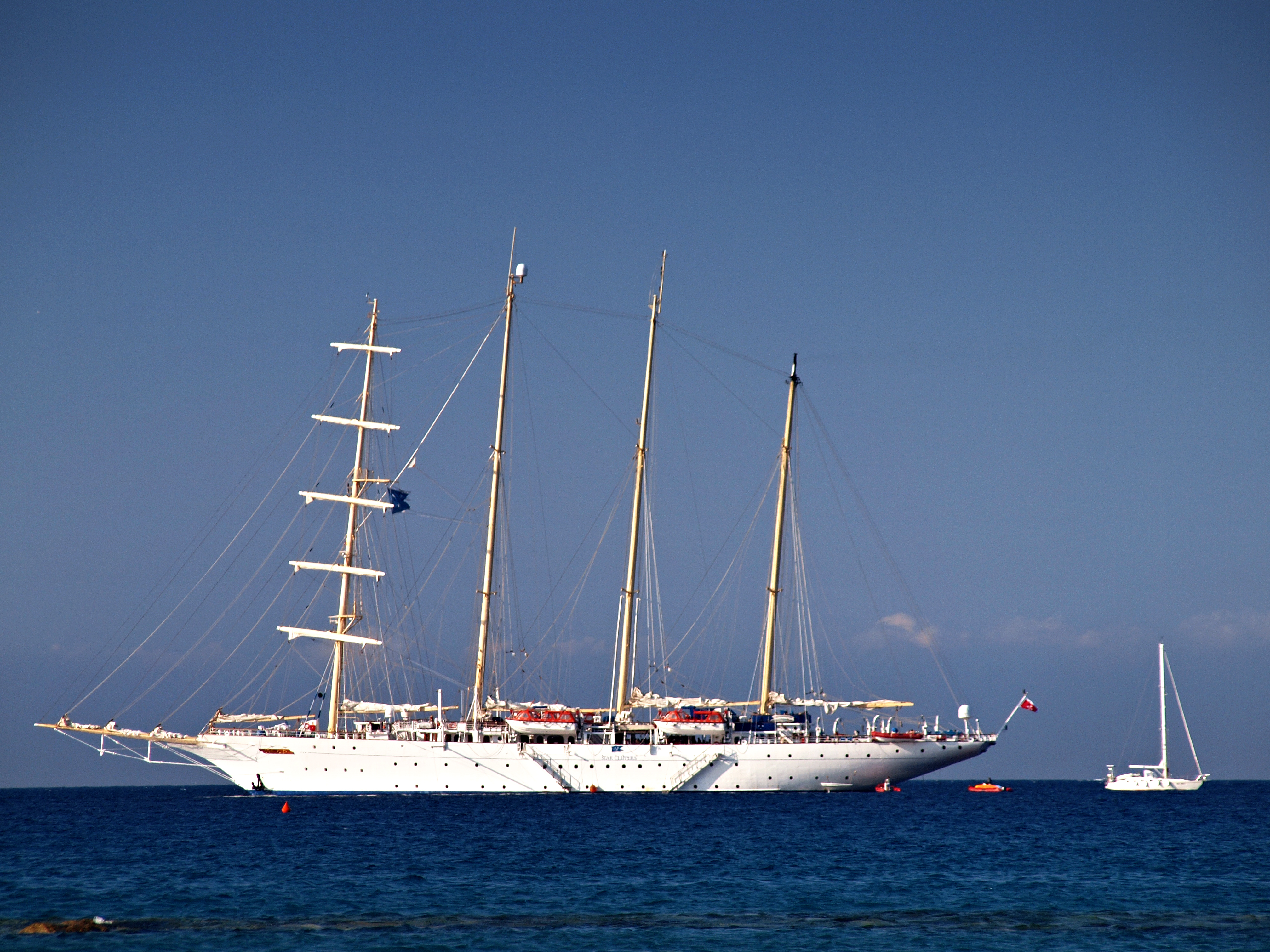
Au mouillage dans le golfe de Calvi